# Lycosa vachoni
Lycosa vachoni este o specie de păianjeni din genul Lycosa, familia Lycosidae, descrisă de Guy, 1966.
Este endemică în Algeria. Conform Catalogue of Life specia Lycosa vachoni nu are subspecii cunoscute.